# Calceolaria laevis
Calceolaria laevis är en toffelblomsväxtart som beskrevs av U. Molau. Calceolaria laevis ingår i släktet toffelblommor, och familjen toffelblomsväxter. Inga underarter finns listade i Catalogue of Life.